# Circolo Nautico Posillipo 2007-2008
Questa voce raccoglie le informazioni riguardanti il Circolo Nautico Posillipo nelle competizioni ufficiali della stagione 2007-2008.

## Rosa 2007-2008
| N° |                    | Ruolo | Giocatore              |
| -- | ------------------ | ----- | ---------------------- |
|    | Italia (bandiera)  | P     | Fabio Violetti         |
|    | Italia (bandiera)  | P     | Tommaso Negri          |
|    | Italia (bandiera)  | P     | Franco Pizzabiocca     |
|    | Italia (bandiera)  | D     | Zeno Bertoli           |
|    | Italia (bandiera)  | D     | Andrea Scotti Galletta |
|    | Italia (bandiera)  | D     | Domenico Mattiello     |
|    | Italia (bandiera)  | D     | Fabrizio Buonocore     |
|    | Italia (bandiera)  | D     | Francesco Postiglione  |
|    | Croazia (bandiera) | D     | Ratko Štritof          |
|    | Italia (bandiera)  | CV    | Dario Vasaturo         |

| N° |                       | Ruolo | Giocatore               |
| -- | --------------------- | ----- | ----------------------- |
|    | Italia (bandiera)     | CV    | Fabio Gambacorta        |
|    | Italia (bandiera)     | CB    | Fabio Bencivenga        |
|    | Montenegro (bandiera) | CB    | Boris Zloković          |
|    | Italia (bandiera)     | A     | Valentino Gallo         |
|    | Italia (bandiera)     | A     | Paride Saccoia          |
|    | Montenegro (bandiera) | A     | Nikola Janović          |
|    | Italia (bandiera)     | A     | Luigi Di Costanzo       |
|    | Italia (bandiera)     | A     | Massimiliano Migliaccio |
|    | Italia (bandiera)     | A     | Alfredo Riccitiello     |